# Mic Graves
Mic Graves es un director de animación, escritor, productor y actor de voz inglés conocido por su trabajo en The Amazing World of Gumball de Cartoon Network y por cocrear Elliott from Earth.

## Carrera de animación
Graves trabajó primero en Studio AKA, donde trabajó en comerciales, secuencias de títulos e identificaciones desde 1994 hasta 2009; el más famoso de ellos es The Canterbury Tales: Knight's Tale. Mientras trabajaba en Studio AKA, fue contratado como asistente de dirección de arte en The Big Knights de 1999 a 2000. Luego fue contratado por el creador de The Amazing World of Gumball, Ben Bocquelet, para ser director de la serie y escritor, productor ejecutivo y actor de voz de 2011 a 2019. Después de que el programa terminara en 2019, cocreó Elliott from Earth y se desempeñó como director supervisor, escritor y productor ejecutivo de la serie.

## Filmografía

### Cortometrajes
| Año  | Título                              | Papel    |
| ---- | ----------------------------------- | -------- |
| 1999 | The Canterbury Tales: Knight's Tale | Director |

### Televisión
| Año       | Título                       | Role                                                                                  |
| --------- | ---------------------------- | ------------------------------------------------------------------------------------- |
| 1999–2000 | The Big Knights              | Director de arte asistente, ilustraciones                                             |
| 2003–2005 | Monkey Dust                  | Director creativo                                                                     |
| 2011–2019 | The Amazing World of Gumball | Director de serie, escritor, productor ejecutivo, actor de voz, director de animación |
| 2021      | Elliott from Earth           | Cocreador, productor ejecutivo, director supervisor, escritor, actor de voz           |